# Tränenecke

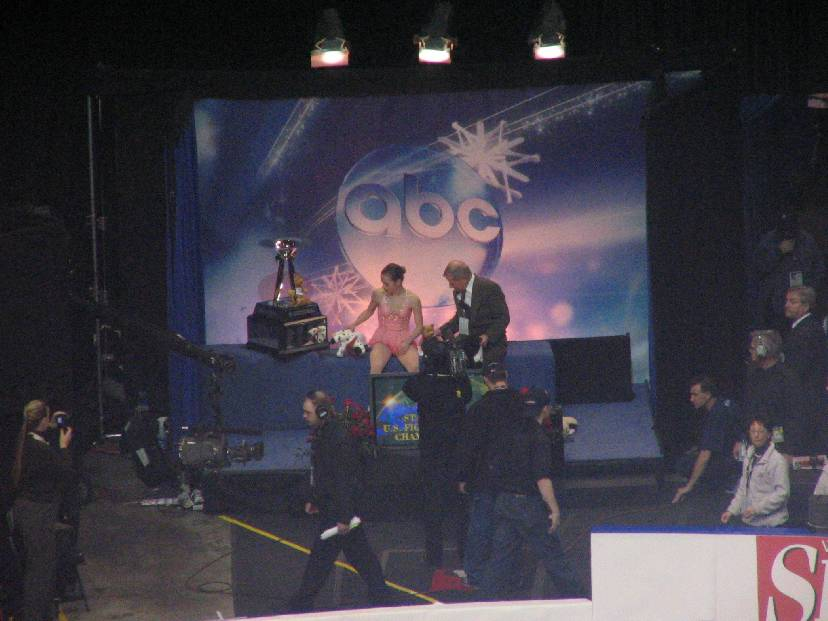

Die Tränenecke (englisch Kiss & Cry) ist eine Bezeichnung aus dem Eiskunstlauf.
Nach seiner Vorstellung begibt sich der Eiskunstläufer zusammen mit seinem Trainer oder seiner Trainerin zu einer Sitzecke im Stadion, um auf die  Bewertung zu warten.  

Weil dort nach Bekanntgabe der Noten sehr oft Tränen der Enttäuschung oder auch der Freude fließen, spricht man von der Tränenecke.